# Pencuyut
Pencuyut es una localidad del municipio de Tekax, estado de Yucatán, en México.
Se localiza a 10 km de la cabecera municipal, Tekax.

## Toponimia
El nombre (Pencuyut) proviene del idioma maya.
Cabe señalar que el nombre original del poblado era CH'E'EN YUC (Pozo de los venados) que en algún momento de su historia fue cambiado a como se le conoce actualmente; el cambio fue durante la conquista de Yucatán; ya que los españoles no podían pronunciar bien el nombre.
Es importante mencionar que la información anterior es sobre la base de lo que las personas más antiguas habían contado.

## Religión
Las religiones que se practican son el Catolisismo y el Presbiterianismo 
La fiesta tradicional del pueblo es en honor a San Bernabé y se celebra el 11 de junio como día principal.
Actualmente existen tres templos:
- La religión católica tiene la Iglesia de San Bernabé apóstol
- La presbiteriana a la Iglesia Nacional Presbiteriana "EMMANUEL 1"
- La presbiteriana a la Iglesia Nacional Presbiteriana "ROCA ETERNA"

## Hechos históricos
- En 1930 cambia su nombre de Pencuyut a Penkuyut.
- En 1995 cambia a Pencuyut.

## Colegios y Escuelas
Pencuyut cuenta con las siguientes escuelas :
- Escuela Preescolar Ignacio Zaragoza
- Escuela Primaria Julian M Castillo
- Escuela Secundaria Técnica #68 Plantel Pencuyut
- Telebachillerato Comunitario De Pencuyut

## Demografía
Según el censo de 2005 realizado por el INEGI, la población de la localidad era de 1411 habitantes, de los cuales 700 eran hombres y 711 eran mujeres.
| 559                         | 430 | 491 | 433 | 534 | 497 | 400 | 530 | 706 | 1037 | 1211 | 1315 | 1411 |
| (Fuente: INEGI [Consultar]) |     |     |     |     |     |     |     |     |      |      |      |      |